# 姜京憲
姜京憲（韓語：강경헌，1975年3月14日—），或译姜庆宪，韓國女演員。

## 影視作品

### 電視劇
- 1996年：KBS《初戀》
- 1998年：KBS《紙鶴》
- 2001年：KBS《藍霧》
- 2003年：SBS《太陽的南方》
- 2007年：SBS《藍魚》
- 2007年：KBS《你的風景》
- 2008年：KBS《大王世宗》飾演 楚宮粧
- 2009年：KBS《夥伴們》
- 2010年：SBS《招魂》
- 2011年：SBS《Midas》飾演 裴靜子
- 2011年：MBC《不屈的兒媳婦》飾演 韓慧媛
- 2012年：SBS《大風水》飾演 鳳春
- 2013年：KBS《恩熙》飾演 鄭夫人／鄭美慈
- 2013年：tvN《籃球》飾演 虹氣母
- 2013年：SBS《繼承者們》飾演 崔東旭的情人
- 2014年：SBS《美女的誕生》飾演 李珍瑩
- 2015年：tvN《不哭鳥》飾演 趙達妍
- 2016年：OCN《鄰家英雄》飾演 姜利秀
- 2017年：OCN《救救我》飾演 李智熙
- 2017年：KBS《魔女的法庭》飾演 宣惠英
- 2018年：SBS《能先接吻嗎？》飾演 奉載順
- 2018年：OCN《Priest》飾演 車善英
- 2019年：SBS《VAGABOND》飾演 吳尚美
- 2021年：tvN《The Road：1的悲劇》飾演 裴慶淑
- 2022年：MBC《醫法刑事》飾演 尹美善
- 2022年：tvN《還魂》飾演 徐荷善
- 2023年：KBS《綠洲》飾演 姜汝珍

### 電影
- 2000年：《愛情與戰爭》
- 2004年：《蜘蛛叢林》
- 2006年：《殘酷的工作》
- 2010年：《奶奶強盜團》
- 2014年：《純真年代》
- 2022年：《獵首密令》
- 2023年：《绝海孤岛》
- 2023年：《TV Cinema－影子表白》

## 獎項
- 2023年：KBS演技大獎—女子助演獎《綠洲》、《TV Cinema－影子表白》

## 外部連結
- 姜京憲的Instagram帳戶
- 姜京憲在NAVER上的资料
- 姜京憲在豆瓣上的资料（简体中文）
- 姜京憲在互联网电影资料库（IMDb）上的資料（英文）